# Paul Tamasy
Paul Tamasy, de son vrai nom Paul Nicholas Tamasy, est un scénariste et producteur de cinéma américain né le 17 février 1964 à Thetford (Angleterre).

## Filmographie

### Scénariste
- 1996 : Kindred: le clan des maudits (1 épisode)
- 1997 : Air Bud : Buddy star des paniers de Charles Martin Smith
- 1998 : Air Bud 2 de Richard Martin
- 1999 : Walking Across Egypt (en) de Arthur Allan Seidenman
- 2010 : Fighter de David O. Russell
- 2016 : The Finest Hours de Craig Gillespie
- 2016 : Traque à Boston (Patriots Day) de Peter Berg

### Producteur
- 1999 : Walking Across Egypt (en) de Arthur Allan Seidenman
- 2005 : The Dark de John Fawcett
- 2010 : Fighter de David O. Russell
- 2016 : Traque à Boston (Patriots Day) de Peter Berg

## Nominations
pour Fighter
- Oscars du cinéma 2011 : Oscar du meilleur scénario original
- BAFTA 2011 : BAFA du meilleur scénario original
- Writers Guild of America Awards 2011 : Meilleur scénario original